# Ihan
Das FFH-Gebiet Ihan liegt südöstlich der Stadt Domžale im Zentrum Sloweniens und ist Bestandteil des europäischen Schutzgebietsnetzes Natura 2000.
Das rund 180 Hektar große Schutzgebiet umfasst die Gebiete nördlich der Stadtteile Prelog, Ihan und Goričica pri Ihanu. Die Höchste Erhebung ist der Veliki vrh mit 419 m. i. J. Das Gebiet wurde ausschließlich zum Schutz der Kleinen Hufeisennase ausgewiesen, die hier mit mehreren Kolonien vorkommt. Die extensiv bewirtschaftete Kulturlandschaft im Gebiet ist ein ausgezeichnetes Jagdhabitat für die Art.

## Schutzzweck

### Arteninventar
Folgende Arten von gemeinschaftlichem Interesse kommen im Gebiet vor:
| Bild | EU Code | * | Art                 | wissenschaftlicher Name  | Artengruppe |
| ---- | ------- | - | ------------------- | ------------------------ | ----------- |
|      | 1303    |   | Kleine Hufeisennase | Rhinolophus hipposideros | Säugetiere  |